# جاکولوف بی (آلاسکا)
جاکولوف بی (به انگلیسی: Jakolof Bay) شهرکی در بخش شبه‌جزیره کنای، آلاسکا ایالت آلاسکا است که جمعیت آن در سرشماری سال ۲۰۰۰ میلادی ۴۰ نفر بوده‌است.